# John Davies (simmare)
John Griffith Davies, född 17 maj 1929 i Willoughby i New South Wales, död 24 mars 2020 i Pasadena, Kalifornien, var en australisk simmare.
Davies blev olympisk mästare på 200 meter bröstsim vid sommarspelen 1952 i Helsingfors.